# Þverá
Il Þverá (in lingua islandese: affluente) è un fiume che scorre nella regione del Suðurland, nella parte meridionale dell'Islanda.

## Descrizione
Il Þverá si forma dalle acque di scolo provenienti dall'area rurale di Fljótshlíð. Un sistema di dighe impedisce all'acqua delle piene del fiume Markarfljót di riversarsi nel Þverá. 
Il più importante affluente di destra è l'Eystri-Rangá. Dopo circa 6 km, anche l'Ytri-Rangá va a sfociare nel Þverá; il fiume a questo punto cambia il nome in Hólsá, prosegue per 11 km prima di sfociare in mare. Il percorso totale del fiume è di 20 km.
L'insediamento di Oddi è situato lungo il corso del fiume.